# Ангірус
Ангірус (яп. アンギラス, Анґірасу, англ. Anguirus) — вигаданий монстр, або кайдзю, який вперше з'явився у фільмі «Ґодзілла знову нападає» (1955), другому фільмі у франшизі «Ґодзілла». Ангірус — це перший кайдзю, який бився з Ґодзіллою у фільмі. З того часу персонаж часто виступав ворогом і союзником Ґодзілли у численних фільмах, знятих Toho, серед яких «Знищити всіх монстрів», «Ґодзілла проти Гайгана» «Ґодзілла проти Мегалона», «Ґодзілла проти Мехаґодзілли» та «Ґодзілла: Фінальні війни. Він також часто з'являвся в інших ЗМІ, включаючи комікси та відеоігри.

## Характеристика
Ангірус ззовні віддалено нагадує єхидну і анкілозавра. Переміщається на чотирьох лапах. Тіло і хвіст покриті остями та панциром. На носі короткий ріг, який нагадує ріг цератопса. На маківці розташовані ще шість рогів, які утворюють щось подібне на корону або комір цератопса. Морда витягнута і трішки сплюснута спереду. У роті розташовуються гострі зуби.  У фільмі «Ґодзілла знову нападає» згадується про те, що Ангірус має кілька спинних мозків. У тому ж фільмі згадується, що Ангірус — пробуджений в результаті вибуху ядерної бомби ангіллазавр — хижий анкілозавр, який жив одночасно з Ґодзіллою. Доктор Кехей Ямане зачитує статтю японського палеонтолога про ангіллазавра в палеонтологічної енциклопедії. Насправді ангіллазавра не існувало, він був вигаданий творцями фільму.
Деякі художники Ангіруса зображують з "булавою" на кінчику хвоста, схожою на аналогічну "булаву" анкілозаврів, ймовірно для того, щоб підкреслити його спорідненість і схожість з останніми.

## Здібності
Під час першої своєї появи в «Ґодзілла знову нападає» виявляється, що Ангірус здатний рухатись неймовірно швидко, незважаючи на свою масу, завдяки тому, що його мозок розташований у грудях та області черева, що дозволяє йому швидко реагувати. Він здатний широко стрибати, як це було показано у «Ґодзілла проти Мехаґодзілли» (1974), а також здатний пройти значні відстані. У цьому ж фільмі Ангірус бився з Мехаґодзіллою до тих пір, поки останній не зламав йому щелепу. Ангірус вміє стрибати назад на супротивника, щоб ворог наколовся на його шип, а також здатний дуже міцно кусати. Найвідоміший приклад такого укусу Ангіруса — коли він вкусив за хвіст Кінг Гідору у фільмі «Знищити всіх монстрів» і не відпускав навіть під час польоту космічного монстра. Ангірус також має здатність регенерувати свої рани за кілька хвилин. Це було показано, коли Мехаґодзілла зламав йому щелепу. Щелепа Ангіруса вилікувалася через кілька хвилин. Ангірус володіє неймовірною міцністю, виживаючи, коли його топчуть, б'ють з величезною силою, скидають з великої висоти. Також Ангірус переживає атомний промінь Ґодзілли.
У «Ґодзілла: Фінальні війни», Ангірус вмів згортатися в кулю і котитися вперед з величезною швидкістю. Ця версія Ангіруса також має шипи на ногах і булаву на хвості, хоча останню він не використовував у бою.

## Історія персонажа у фільмах

### Ґодзілла знову нападає
У цьому фільмі Ангірус є ворогом Ґодзілли. Їхня битва відбулася в Осаці. У битві Ґодзілла переміг Ангіруса.

### Знищити всіх монстрів
У фільмі "Знищити всіх монстрів" Ангірус був одним з монстрів, ув'язнених на острові Монстрів. Ангірус допоміг іншим монстрам здолати посланого прибульцями кілааками Кінг Гідору.

### Ґодзілла проти Гайгана
У фільмі "Ґодзілла проти Гайгана" Ангірус представлений розумною істотою, яка вміє спілкуватися з Ґодзіллою. Ґодзілла і Ангірус боролися з Гайганом і Кінг Гідорою, в результаті чого останні двоє відлетіли у космос.

### Ґодзілла проти Мехаґодзілли(1974)
У фільмі "Ґодзілла проти Мехаґодзілли" Ангірус зустрічається з Мехаґодзіллою, якого люди спочатку приймають за справжнього Ґодзіллу. Мехаґодзілла вбиває Ангіруса.

### Ґодзілла: Фінальні війни
У фільмі "Ґодзілла: Фінальні війни" Ангірус був одним з монстрів, контрольованих ксіліенами. Ангірус зруйнував Шанхай, після чого прибульці телепортували його разом з іншими монстрами. Далі Ангірус брав участь в битві з Ґодзіллою разом з Кінг Сізаром і Роданом, де був переможений.

## Фільмографія
- Ґодзілла знову нападає
- Знищити всіх монстрів
- Атака Ґодзілли
- Ґодзілла проти Гайгана
- Ґодзілла проти Мегалона
- Ґодзілла проти Мехаґодзілли (1974)
- Острів Ґодзілли
- Ґодзілла: Фінальні війни
- Ґодзілла: Планета монстрів (скелет)